# 日本女侠伝 侠客芸者
『日本女侠伝 侠客芸者』（にほんじょきょうでん きょうかくげいしゃ）は、1969年（昭和44年）製作・公開の日本の任侠映画である。99分。監督：山下耕作。主演：藤純子（現：富司純子）。製作・配給：東映。藤主演の「日本女侠伝」シリーズ第1作。
映像フォーマットはカラー（フジカラー）、シネマスコープ（2.35:1）。音声フォーマットはモノラル。

## スタッフ
- 監督：山下耕作
- 製作：岡田茂（クレジットなし）
- 企画：俊藤浩滋、日下部五朗
- 脚本：野上龍雄

- 撮影：鈴木重平
- 照明：井上孝二
- 録音：渡部芳丈
- 美術：雨森義允
- 音楽：木下忠司
- 編集：宮本信太郎

- 助監督：篠塚正秀
- 記録：矢部はつ子
- 装置：梶谷信男
- 装飾：松原邦四郎
- 美粧：久斗敏厚
- 結髪：妹尾茂子
- 衣裳：松田孝
- 擬斗：谷明憲
- 進行主任：上田正直

- 振付：藤間勘五郎
- 民謡指導：別府金蝶、別府富子
- 博多弁指導：貞包瞰
- 和楽：中本敏生
- 協力：北九州市、第一港運株式会社

## 出演
クレジット順。
- 信次：藤純子
- 坂田義信：若山富三郎（特別出演）[1]

- 小万：三島ゆり子
- 弥生：土田早苗
- 粂八：桜町弘子

- 鈴江：伊藤栄子
- お梶：利根はる恵
- 勝丸：時美沙
- お多福：正司花江
- 千代松：原良子

- 花勇：榊浩子
- ：小山陽子
- ：山田みどり
- お茂：岡村文子
- お浜：岡田千代
- ：上岡紀美子
- 米吉：大里ひろ子

- ：英美枝
- お半：丸平峰子
- ：浅松三紀子
- ：西岡江里子
- ：京町一代
- ：岡嶋艶子
- ：紙谷外美
- ：松村美枝子

- ：市川裕二
- ：那須伸太朗
- ：小山田良樹
- ：平沢彰
- ：木谷邦臣
- ：江上正伍
- ：島田秀雄
- ：波多野博
- ：香月凉二
- 庄田：西田良
- ：山下義明
- ：前川良三
- ：川谷拓三

- ：徳大寺伸
- 白川：中村錦司
- ：鈴木金哉
- ：岡部正純
- ：遠山金次郎
- 春本：堀田真三
- ：小田部通麿
- ：汐路章
- ：有川正治
- 幸太：大木晤郎
- ：五十嵐義弘
- ：矢奈木邦二郎

- 河原：田中春男（クレジットなし[2]）
- 松本：芦田鉄雄（クレジットなし[2]）
- ：小松方正
- 金井：寺島達夫
- 万場安次郎：遠藤辰雄
- 大須賀喜造：金子信雄
- 豆六：藤山寛美
- 島田清吉：高倉健

## シリーズ
- 日本女侠伝 侠客芸者（1969年）
- 日本女侠伝 真赤な度胸花（1970年）
- 日本女侠伝 鉄火芸者（1970年）
- 日本女侠伝 激斗ひめゆり岬（1971年）
- 日本女侠伝 血斗乱れ花（1971年）